# كازالو
كازالو أو كازالا هو الاسم المذكور في المصادر الأكدية لمدينة تقع في الشرق الأدنى القديم، وإلهها الوصي عليها هو نوموشدا.

## التاريخ
تحت مُلك الملك كاشتوبيلا، حاربت كازالا  ضد سرجون الأكدي في القرن 24 أو 23 ق.م. دمر سرجون مدينة كازالا بشكل تام بحيث «لم تتمكن الطيور من العثور على مكان تحط عليه بعيدًا عن أرضها».

### موقعها
وفقاً لألواح كوديا من لجش، كانت كازالا تقع في مكان ما في غرب بلاد ما بين النهرين، في أرض مارتو. يعتقد بعض العلماء اليوم أنها كانت على بعد حوالي 15 كم فقط من مدينة بابل، وغرب الفرات مباشرة. في نصوص من دريهم يقال إن المدينة تقع إلى الشرق من مدينة جيرتاب المفقودة. والسجلات البابلية القديمة تقول إنها في منطقة ماراد (تل وناط السدوم).

## للاستزادة
- Howorth, Henry H. "The Later Rulers of Shirpurla or Lagash (Continued)". The English Historical Review, Vol. 17, No. 66 (Apr., 1902), pp. 209–234. This article consists of 26 page(s).
- Oppenheim, A. Leo (translator). Ancient Near Eastern Texts Relating to the Old Testament, 3d ed. James B. Pritchard, ed. Princeton: University Press, 1969.